# One More Light
One More Light – siódmy album studyjny amerykańskiego zespołu rockowego Linkin Park, który swoją premierę miał 19 maja 2017 roku. Pierwszym singlem promującym album został wydany 16 lutego 2017 roku utwór „Heavy”. Krążek pomimo zdobycia ogólnie nieprzychylnych recenzji ze strony krytyków muzycznych oraz fanów spowodowanych radykalną zmianą brzmienia nowego materiału, osiągnął top 10 notowań w większości krajów.

## Lista utworów
| Nr  | Tytuł utworu                                   | Autorzy                                                             | Produkcja                                                                       | Długość |
| --- | ---------------------------------------------- | ------------------------------------------------------------------- | ------------------------------------------------------------------------------- | ------- |
| 1.  | „Nobody Can Save Me”                           | Bradford Delson, Jonathan Green, Mike Shinoda                       | Mike Shinoda, Brad Delson, Jon Green, Andrew Bolooki                            | 3:45    |
| 2.  | „Good Goodbye (featuring Pusha T and Stormzy)” | Delson, Shinoda, Jesse Shatkin, Terrence Thornton, Michael Omari    | Shinoda, Delson, Jesse Shatkin, Bolooki                                         | 3:31    |
| 3.  | „Talking to Myself”                            | Ilsey Juber, Delson, Shinoda, JR Rotem                              | Shinoda, Delson, JR Rotem, Bolooki, Andrew Jackson                              | 3:51    |
| 4.  | „Battle Symphony”                              | Delson, Green, Shinoda                                              | Shinoda, Delson, Bolooki                                                        | 3:36    |
| 5.  | „Invisible”                                    | Shinoda, Justin Parker                                              | Shinoda, Delson Shatkin, Andrew Dawson, RAC, Emily Wright                       | 3:34    |
| 6.  | „Heavy (featuring Kiiara)”                     | Chester Bennington, Shinoda, Delson, Julia Michaels, Justin Tranter | Shinoda, Delson, Bolooki, Wright                                                | 2:49    |
| 7.  | „Sorry for Now”                                | Shinoda                                                             | Shinoda, Delson, Matthew Tyler Musto, Andrew Goldstein, Michael Keenan, Bolooki | 3:23    |
| 8.  | „Halfway Right”                                | Bennington, Shinoda, Delson, Ross Golan                             | Shinoda, Delson, Keenan, Alexander Spit, Bolooki                                | 3:37    |
| 9.  | „One More Light”                               | Shinoda, Francis White                                              | Shinoda, Delson, Wright                                                         | 4:15    |
| 10. | „Sharp Edges”                                  | Shinoda, Delson, Juber                                              | Shinoda, Delson, RAC, Wright                                                    | 2:58    |
|     |                                                |                                                                     |                                                                                 | 35:19   |

## Twórcy

### Linkin Park
- Chester Bennington – wokale główne; chórki ("Good Goodbye", "Invisible", "Sorry for Now"), wokale drugoplanowe ("Sorry for Now")
- Mike Shinoda – wokale główne ("Good Goodbye", "Invisible", "Sorry for Now"); chórki, syntezator, instrumenty klawiszowe
- Brad Delson – gitara, chórki ("Good Goodbye", "Talking to Myself", "Invisible"), gitara akustyczna ("Sharp Edges")
- Rob Bourdon – perkusja (oprócz "One More Light"), chórki ("Good Goodbye", "Talking to Myself", "Invisible")
- Dave Farrell – gitara basowa, chórki
- Joe Hahn – samplery, programowanie; chórki ("Good Goodbye", "Talking to Myself", "Invisible")

### Pozostali
- Kiiara – wokale drugoplanowe ("Heavy")
- Pusha T – rap ("Good Goodbye")
- Stormzy – rap ("Good Goodbye")
- Jon Green – gitara elektryczna, gitara basowa i chórki ("Nobody Can Save Me")
- Andrew Jackson – gitara ("Talking to Myself")
- Ilsey Juber – chórki ("Talking to Myself", "Sharp Edges")
- Jesse Shatkin – syntezator i programowanie ("Invisible")
- Ross Golan – chórki ("Halfway Right")
- Eg White – gitara i pianino ("One More Light")

## Notowania i certyfikaty
| Lista przebojów (2017)                 | Najwyższa pozycja |
| -------------------------------------- | ----------------- |
| Australia (ARIA Charts)                | 3                 |
| Austria (Ö3 Austria Top 40)            | 1                 |
| Belgia (Ultratop 200 Albums, Flandria) | 1                 |
| Belgia (Ultratop 200 Albums, Walonia)  | 3                 |
| Chorwacja (HDU)                        | 4                 |
| Czechy (ČNS IFPI)                      | 1                 |
| Dania (Hitlisten)                      | 6                 |
| Finlandia (Suomen virallinen lista)    | 2                 |
| Francja (SNEP)                         | 6                 |
| Hiszpania (PROMUSICAE)                 | 6                 |
| Holandia (MegaCharts)                  | 5                 |
| Irlandia (IRMA)                        | 6                 |
| Kanada (Billboard Canadian Albums)     | 1                 |
| Meksyk (AMPROFON)                      | 18                |
| Niemcy (GfK Entertainment)             | 2                 |
| Norwegia (VG-Lista)                    | 8                 |
| Nowa Zelandia (Recorded Music NZ)      | 4                 |
| Polska (ZPAV)                          | 7                 |
| Portugalia (AFP)                       | 2                 |
| Szwajcaria (Alben Top 100)             | 1                 |
| Szwecja (Sverigetopplistan)            | 8                 |
| USA (Billboard 200)                    | 1                 |
| Węgry (MAHASZ)                         | 1                 |
| Wielka Brytania (UK Albums Chart)      | 4                 |
| Włochy (FIMI)                          | 4                 |

| Kraj                  | Certyfikat    | Sprzedaż |
| --------------------- | ------------- | -------- |
| Niemcy (BVMI)         | złota płyta   | 100 000+ |
| Polska (ZPAV)         | złota płyta   | 10 000+  |
| Węgry (MAHASZ)        | złota płyta   | 3 000+   |
| Wielka Brytania (BPI) | srebrna płyta | 60 000+  |
| Włochy (FIMI)         | złota płyta   | 25 000+  |